# Corymorpha palma
Corymorpha palma är en nässeldjursart som beskrevs av Torrey 1902. Corymorpha palma ingår i släktet Corymorpha och familjen Corymorphidae. Inga underarter finns listade i Catalogue of Life.